# Єднорожець (Мазовецьке воєводство)
Єднорожець (пол. Jednorożec) — село в Польщі, у гміні Єднорожець Пшасниського повіту Мазовецького воєводства.
Населення — 2130 осіб (2011).
У 1975-1998 роках село належало до Остроленцького воєводства.

## Демографія
Демографічна структура станом на 31 березня 2011 року:
|          | Загалом | Допрацездатний вік | Працездатний вік | Постпрацездатний вік |
| -------- | ------- | ------------------ | ---------------- | -------------------- |
| Чоловіки | 1041    | 255                | 709              | 77                   |
| Жінки    | 1089    | 271                | 644              | 174                  |
| Разом    | 2130    | 526                | 1353             | 251                  |